# Nymphula quadripunctalis
Nymphula quadripunctalis là một loài bướm đêm trong họ Crambidae.